# Coprinus
Coprinus és un gènere de fongs de l'ordre dels agaricals (Agaricales) que formen bolets amb lamel·les que s'autodigereixen com a mètode per a dispersar les basidiòspores.
Si bé en classificacions antigues posseïa multitud d'espècies, l'anàlisi filogenètica va conduir a la separació de l'espècie Coprinus comatus, de fet l'espècie tipus, de les altres espècies del gènere: tant va anar així, que algunes d'aquestes van ser reclassificades en altres tàxons; no obstant, C. sterquilinus i C. spadiceisporus romanen en ell.